# Písečná (ort i Tjeckien, Pardubice)
Písečná är en ort i Tjeckien.   Den ligger i regionen Pardubice, i den östra delen av landet, 140 km öster om huvudstaden Prag. Písečná ligger 383 meter över havet och antalet invånare är 462.
Terrängen runt Písečná är platt åt nordost, men åt sydväst är den kuperad. Písečná ligger nere i en dal.Runt Písečná är det tätbefolkat, med 257 invånare per kvadratkilometer. Närmaste större samhälle är Letohrad, 3,8 km öster om Písečná. Trakten runt Písečná består till största delen av jordbruksmark.